# 奧羽

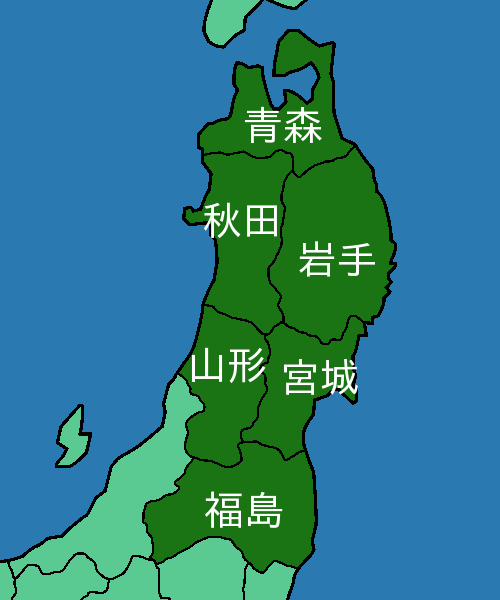
奥羽（現在的6個縣）

奧羽（羅馬字：Ōu）是日本的令制國中的陸奥國（奥州）和出羽國（羽州）合成的地域。基本上跟現在的東北地方（奥羽地方）一致。
1869年1月19日（明治元年12月7日），陸奥國被分割成磐城國、岩代國、陸前國、陸中國、陸奥國5國，而出羽國被分割成羽前國、羽後國2國。這些地方被稱為東北七州。後來「奥羽」的名稱亦繼續被用於這些地域。但是在高校野球的地方大會（全國高等學校野球選手權奥羽大會）亦使用了「奥羽」的名，新陸奥國+出羽國與幾乎一致的青森縣+秋田縣+山形縣相同（1925年～1934年），以及與青森縣+秋田縣相同（1974年～1977年）而被使用著。

## 相關的地域名
類似的地域名有「陸羽」。原本「陸州」和「奥州」是同樣意思，是陸奥國的另一個別名，而「陸羽」亦與「奥羽」同義。不過在明治時代的分國後，「陸州」多數是指去除了磐城和岩代的陸奥、陸中、陸前3國（即是三陸），因此「陸羽」多數是指除了磐城和岩代的5個國（或者去除福島縣的5個縣）的地域。這個地域亦被稱為「三陸兩羽」。
奥羽再加上越後國的地域被稱為「奥羽越」（不包括越中和越前）。現在是東北電力的服務地域。